# Jean-Baptiste Dugué
Jean-Baptiste Dugué   (Versalles, 14 de setembre de 1727 - 1797), nascut Jean-Baptiste François Guilleminot Du Gué, fou un mestre de capella francès, del segle xviii.
Desenvolupà la seva professió a l'església de Saint-Germain-l'Auxerrois (1767) i a la catedral de Notre-Dame de París.
Va compondre moltes misses i motets, que es conserven en la biblioteca de la catedral parisenca.